# Gerichtsorganisation in Griechenland
Die Gerichtsorganisation in Griechenland ist durch eine Gliederung in ordentliche (Straf- und Zivil-) Gerichtsbarkeit und Verwaltungsgerichtsbarkeit gekennzeichnet.
Die verfassungsrechtlichen Grundlagen der Gerichtsorganisation sind in den Artikeln 87 bis 100a der griechischen Verfassung geregelt.

## Unabhängigkeit der Justiz
Nach dem Grundsatz der Gewaltenteilung ist die Judikative von der Legislative und der Exekutive unabhängig. Die griechische Verfassung garantiert in Artikel 87 die sachliche und persönliche Unabhängigkeit der Richter.

## Gliederung des griechischen Justizsystems
Nach der Verfassung gibt es Zivilgerichte, Strafgerichte und Verwaltungsgerichte. Das oberste Gericht der Zivil- und Strafjustiz ist der Areopag, während das oberste Gericht der Verwaltungsjustiz der Staatsrat ist.

### Ziviljustiz
Bürgerliche Rechtsstreitigkeiten werden beurteilt:
- In erster Instanz je nach dem geschätzten Wert der Angelegenheit durch die Friedensgerichte (ειρηνοδικεία) oder die Gerichte erster Instanz (πρωτοδικεία). Die Streitwertgrenze liegt bei 20.000,00 Euro.
- In zweiter Instanz je nach dem geschätzten Wert der streitigen Angelegenheit durch die Gerichte erster Instanz oder die Berufungsgerichte (εφετεία).
- Durch den Obersten Gerichtshof Areopag (Άρειος Πάγος), wenn Revision gegen eine endgültige Entscheidung des Berufungsgerichts eingereicht wird.

Der Areopag überprüft nicht den festgestellten Sachverhalt, sondern nur Rechts- und Verfahrensfehler.
Wenn der Areopag zu dem Schluss kommt, dass das vorinstanzliche Gericht gegen das Gesetz oder die Grundsätze des Verfahrens verstoßen hat, kann er die Neuverhandlung des Falles durch das untere Gericht anordnen. Die Entscheidungen des Areopag sind unanfechtbar.

### Strafjustiz
Straftaten werden wie folgt beurteilt:
- Schwere Straftaten vom Gericht erster Instanz (πλημμελειοδικείο) und in der Berufungsinstanz vom Berufungsgericht (εφετείο).

Diese Gerichte entscheiden in der Regel als „gemischtes“ Gericht (Μικτό Ορκωτό Δικαστήριο). In „gemischten“ Gerichten wirken vier Laienrichter (Schöffen) und drei Berufsrichter mit. Eine verfassungsrechtliche Bestimmung erlaubt die Befreiung bestimmter Straftaten aus der Gerichtsbarkeit der „gemischten“ Gerichte. Diese Straftaten werden in erster Instanz vom dreiköpfigen Berufungsgericht und im zweiten Fall vom fünfköpfigen Berufungsgericht ohne Beteiligung von Laienrichtern beurteilt. So wurden etwa die Mitglieder der terroristischen Gruppe Revolutionäre Organisation 17. November nach diesem Verfahren verurteilt, weil die Verbrechen des Terrorismus oder des organisierten Verbrechens nicht zur Zuständigkeit der „gemischten“ Gerichte gehören.
Der Areopag prüft die Revisionsbeschwerde gegen die endgültigen Entscheidungen der („gemischten“ oder nicht gemischten) Berufungsgerichte. Er kann die Aufhebung eines Urteils der Vorinstanz anordnen, wenn er zu dem Schluss kommt, dass durch das untere Gericht das Gesetz oder die Grundsätze des Verfahrens verletzt wurden.
- Leichtere Straftaten und Bagatelldelikte werden in erster Instanz von einem mit einem Richter besetzten Amtsgericht (πταισματοδικείο) und in zweiter Instanz vom Berufungsgericht beurteilt.

### Verwaltungsgerichtsbarkeit
Gerichte der Verwaltungsgerichtsbarkeit sind die Verwaltungsgerichte (Διοικητικά δικαστήρια), die Verwaltungsberufungsgerichte (Διοικητικά εφετεία) und der Staatsrat (Συμβούλιο της Επικρατείας).
Die gerichtliche Kontrolle eines Verwaltungsakts bezieht sich entweder auf den Sachverhalt oder nicht. Verwaltungsakte können mit den Rechtsbehelfen des „Rückgriffs“ oder des „Anzugs“ angefochten werden und gehören zur Zuständigkeit der Verwaltungsgerichte (erster Instanz und Beschwerde). Die anderen Verwaltungsakte werden mit dem Rechtsbehelf der „Nichtigkeitserklärung“ angefochten und sie gehören der Zuständigkeit des Staatsrats (Griechenland) oder des Verwaltungsberufungsgerichts an.
Die verwaltungsrechtlichen Streitigkeiten sind unterteilt in materielle Verwaltungsstreitigkeiten und in Unwirksamkeitsklagen. Diese Unterscheidung hat Konsequenzen für das zuständige Gericht und den Umfang der gerichtlichen Kontrolle. Welche Streitigkeiten materiell sind, ist gesetzlich festgelegt, die übrigen sind Unwirksamkeitsklagen.
In Unwirksamkeitsverfahren hat das Gericht die Rechtmäßigkeit des Verwaltungsaktes zu überprüfen, die die Ursache des Verwaltungsstreits ist; im Falle der Unrechtmäßigkeit kann der Verwaltungsakt nur aufgehoben werden. Bei materiellen Streitigkeiten kann das Verwaltungsgericht auch eine Zweckmäßigkeitsprüfung
vornehmen und den Verwaltungsakt abändern.
Die Entscheidungen aller Verwaltungsgerichte können mit einem „Bescheinigungsbescheid“ angefochten werden, der vom Staatsrat beurteilt wird.
Der Rechnungshof ist ebenfalls ein oberstes Verwaltungsgericht, dessen Zuständigkeit auf bestimmte Angelegenheiten beschränkt ist. Seine Entscheidungen sind unanfechtbar und unterliegen nicht der Überprüfung durch den Staatsrat.

## Besondere Gerichte
- Heeresgericht (στρατοδικείο), Marinegericht (ναυτοδικείο) und Luftwaffengericht (αεροδικείο)
- Sondergericht für Anklagen wegen Rechtsbeugung und Streitigkeiten über Gehaltszahlung und Rentenzahlung der richterlichen Amtsträger

## Die verfassungsrechtliche Kontrolle der Gesetze

### Grundsatz der Inzidentkontrolle
Nach dem griechischen Justizsystem ist jedes Gericht zuständig, die Konformität oder das Fehlen einer gesetzlichen Bestimmung mit der Verfassung zu beurteilen. Dieses gerichtliche Recht sieht demnach die sogenannte Inzidentkontrolle der Verfassungsmäßigkeit dar, die dem System der „konzentrierten“ Verwerfungskompetenz entgegengesetzt ist. Letzteres existiert in den meisten europäischen Ländern, die ein Oberstes Verfassungsgericht haben, wie Deutschland, Spanien oder Frankreich. Da es in Griechenland kein solches Gericht gibt, gelten alle Gerichte für die Entscheidung über die Verfassungsmäßigkeit einer gesetzlichen Regelung als zuständig.

### Das Oberste Sondergericht
Der Oberste Sondergerichtshof ist kein „regelmäßiges“ und „ständiges“ Gericht, es tagt nur, wenn ein Fall seiner Zuständigkeit entsteht. Seine Aufgabe ist
- die Entscheidung von Streitigkeiten zwischen den Obersten Gerichten oder zwischen den Gerichten und der Verwaltung
- eine bindende Entscheidung zu treffen, wenn widersprüchliche Entscheidungen der Obersten Gerichte über die wahre Bedeutung oder die Verfassungsmäßigkeit einer gesetzlichen Bestimmung erlassen werden.
- die Entscheidung über Anfechtungen des Ergebnisses der Parlamentswahlen.

Folglich ist es das einzige Gericht, das eine verfassungswidrige gesetzliche Bestimmung „unwirksam“ erklären kann und sie aus dem griechischen Rechtssystem tilgen kann, während die anderen Gerichte sie nur für den Einzelfall als „unanwendbar“ erklären können. Die Beschlüsse des Obersten Sondergerichts sind für alle Gerichte, einschließlich der Obersten Gerichte, verbindlich.
Anfang 2006 unterbreitete Ministerpräsident Kostas Karamanlis Pläne für eine Verfassungsänderung, die die Gründung eines Obersten Verfassungsgerichts vorsahen, das das Obere Sondergericht ersetzen sollte. Dies führte zu einer intensiven Debatte über die Notwendigkeit eines Verfassungsgerichts.

### Europarecht und Verfassung
Der Gerichtshof der Europäischen Gemeinschaften ist der Auffassung, dass das Recht der Europäischen Union den nationalen Gesetzen einschließlich der nationalen Verfassungen vorgeht. Dies gilt jedoch, wenn der Europäische Rat in bestimmten Bereichen ausdrücklich Gesetze erlassen hat, in denen die Vertragsbestimmungen die sekundären Rechtsvorschriften zur Förderung der ersteren vorsehen. Die griechischen Gerichte und vor allem der Staatsrat haben es vermieden, zum Vorrang des EU-Rechts über die Verfassung Stellung zu nehmen.
Im Jahr 2001 wurde der Verfassung eine neue Bestimmung hinzugefügt, wonach die Eigentümer von privaten Massenmedien nicht an öffentlichen Beschaffungen teilnehmen dürfen. Im Jahr 2005 verabschiedete das Griechische Parlament ein Gesetz, das die verfassungsrechtliche Bestimmung verwirklichte. Die Europäische Kommission reagierte sofort und warnte, diese gesetzliche Bestimmung verstoße gegen das EU-Wettbewerbsrecht. Die griechische Regierung erwiderte, das Gesetz entspreche einer verfassungsrechtlichen Bestimmung, die dem EU-Recht überlegen sei. Ein entschiedener Verfechter dieser Meinung war der Professor für Recht und damalige Minister für Inneres, öffentliche Verwaltung und Dezentralisierung Prokopis Pavlopoulos. Dennoch wurde das Gesetz zurückgezogen und geändert, als die Europäische Kommission drohte, die für Griechenland vorgesehenen Gemeinschaftsmittel zu kürzen.

### Die verfassungsrechtliche Kontrolle und der Staatsrat
Nach der Verfassungsänderung von 2001 können die Obersten Gerichte über die Verfassungsmäßigkeit einer Rechtsvorschrift nur im Plenum entscheiden. Diese Änderung beraubte die Kammern des Staatsrats der Zuständigkeit, die Verfassungsmäßigkeit einer Rechtsvorschrift zu beurteilen. Nun sind die Kammern verpflichtet, den Fall dem Plenum des „Rates“ vorzulegen.
Dennoch hat eine Kammer des Staatsrates mit der Entscheidung 372/2005 über einen Fall entschieden, der ein Verfassungsproblem einschloss. Anstatt den Fall dem Plenum vorzulegen, wurde nicht auf die Verfassung, sondern auf die Europäische Menschenrechtskonvention abgehoben. Mit diesem „Trick“ stärkte die Kammer des Rates ihre Kompetenz ohne Verletzung der Verfassung und vermied ein zeitaufwändiges Streitverfahren. Nach der Verfassung ist die Rechtskraft der internationalen Konventionen den nationalen Gesetzen überlegen, aber der Verfassung unterlegen.

## Dauer der Gerichtsverfahren
Die überlange Dauer der Gerichtsverfahren in Griechenland war Gegenstand zahlreicher Verfahren vor dem Europäischen Gerichtshof für Menschenrechte (EGMR). Nach mehrfacher Verurteilung Griechenlands wegen vom EGMR erkannter struktureller Defizite wurden gesetzliche Regelungen zur Beschleunigung und zur Entschädigung für überlange Verfahren geschaffen. Die Ineffizienz der griechischen Justiz und die Dauer der Verfahren ist Gegenstand öffentlicher Kritik im In- und Ausland.